# Igreja Matriz de Casa Forte
A Igreja Matriz de Casa Forte é uma igreja católica da cidade do Recife, Brasil, situada no bairro de Casa Forte, na zona norte da cidade. A igreja se originou da Capela de Nossa Senhora das Necessidades do Engenho Casa Forte, que, por sua vez, teria sido concluída em 1672 e posteriormente reformada. A capela ficava em frente a uma grande esplanada, denominada de Campina da Casa Forte, e estava dentro do engenho, já extinto. No início do século XIX, José Inácio de Abreu e Lima, o Padre Roma, religioso e um dos líderes da Revolução Pernambucana de 1817, adquiriu a casa grande do engenho e reformou-a. Em 1907, ela foi  comprada, por irmãs francesas da Congregação da Sagrada Família, que instalaram ali uma instituição de ensino, o Colégio da Sagrada Família, fechado em 2020. Em 1909, a capela do colégio foi reconstruída e se transformou, em 1911, no que hoje é a Igreja Matriz da Paróquia de Casa Forte.